# Leonid Pumalainen
Leonid Pumalainen (Rusia, 13 de abril de 1970) es un atleta ruso retirado especializado en la prueba de salto de altura, en la que consiguió ser subcampeón europeo en pista cubierta en 1996.

## Carrera deportiva
En el Campeonato Europeo de Atletismo en Pista Cubierta de 1996 ganó la medalla de plata en el salto de altura, con un salto por encima de 2.33 metros, tras el yugoslavo Dragutin Topić  (oro con 2.35 metros) y por delante del noruego Steinar Hoen (bronce con 2.31 metros).